# Fryderyk za album roku piosenka poetycka i literacka
Fryderyk za album roku piosenka poetycka i literacka – polska nagroda muzyczna Fryderyk, przyznawana corocznie w latach 1995–2012 i 2019–2024 w sekcji muzyki rozrywkowej w kategorii album roku piosenka poetycka i literacka. Honorowała wykonawców, a w roku 2019 dodatkowo producentów muzycznych, za album piosenki poetyckiej lub poezji śpiewanej. Fryderyki są przyznawane od 1995 przez Związek Producentów Audio-Video (ZPAV) za osiągnięcia w rodzimym przemyśle muzycznym. Od 2000 za wyłanianie nominowanych, a następnie laureatów odpowiedzialna jest powołana przez ZPAV Akademia Fonograficzna.
Kategoria została wprowadzona podczas pierwszej edycji, Fryderyków 1994. W edycjach od 2013 do 2017 została wycofana, przy czym w dwóch pierwszych ze względu na wprowadzenie międzygatunkowej kategorii album roku. Powróciła w edycji 2019. W edycji 2025 została ponownie wycofana, a albumy piosenki poetyckiej zaczęły być honorowane w kategorii album roku pop.
Kategoria nazywała się:
- najlepszy album piosenki poetyckiej w edycji 1994,
- album roku piosenka poetycka w edycjach od 1995 do 1999 i 2002 do Fryderyki 2012,
- album roku poezja śpiewana w edycji 2000,
- album roku poezja śpiewana / piosenka autorska w edycji 2001,
- album roku muzyka poetycka w edycjach od 2019 do Fryderyki 2021,
- album roku piosenka poetycka i literacka w edycjach of 2022 do 2024.

Najwięcej nominacji (14) i nagród (8) w kategorii otrzymał Grzegorz Turnau. 2 nagrody wygrała Aga Zaryan.

## Laureaci i nominowani
| Rok  | Nagrodzony album                  | Nagrodzeni artyści                               | Pozostałe nominacje | Źr.    |
| ---- | --------------------------------- | ------------------------------------------------ | --- | ------ |

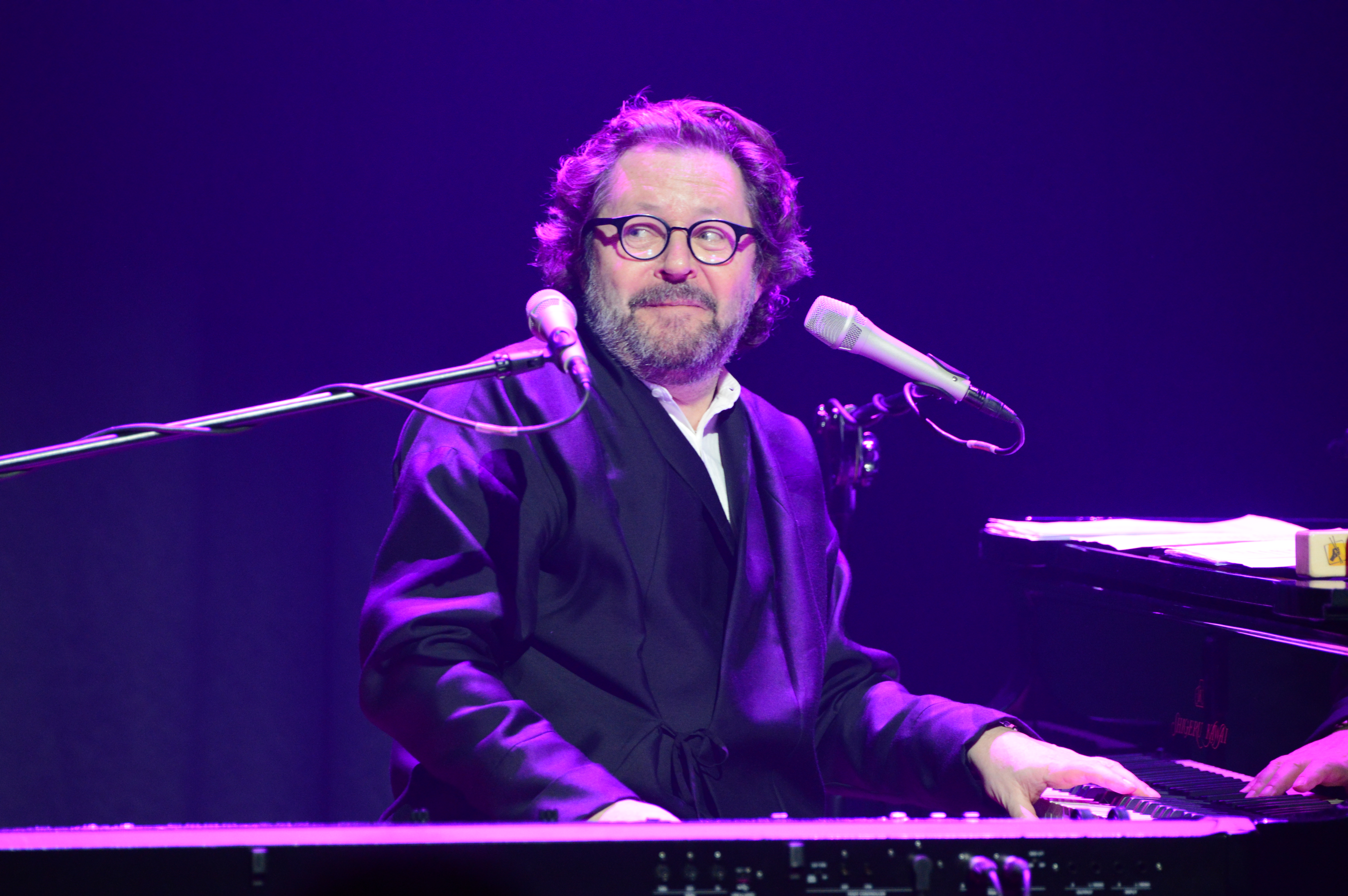
Grzegorz Turnau, rekordowy ośmiokrotny laureat (w 1994, 1995, 1997, 2002, 2004, 2005, 2006 i 2011), rekordowo 14-krotnie nominowany

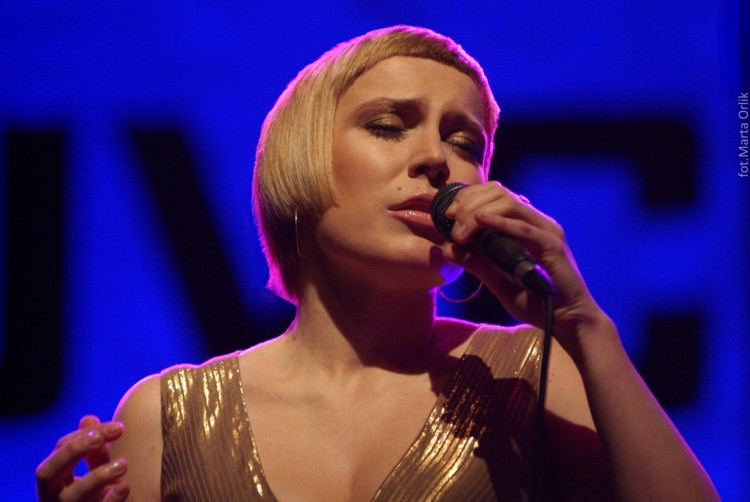
Aga Zaryan, dwukrotna laureatka (w 2008 i 2012), trzykrotnie nominowana

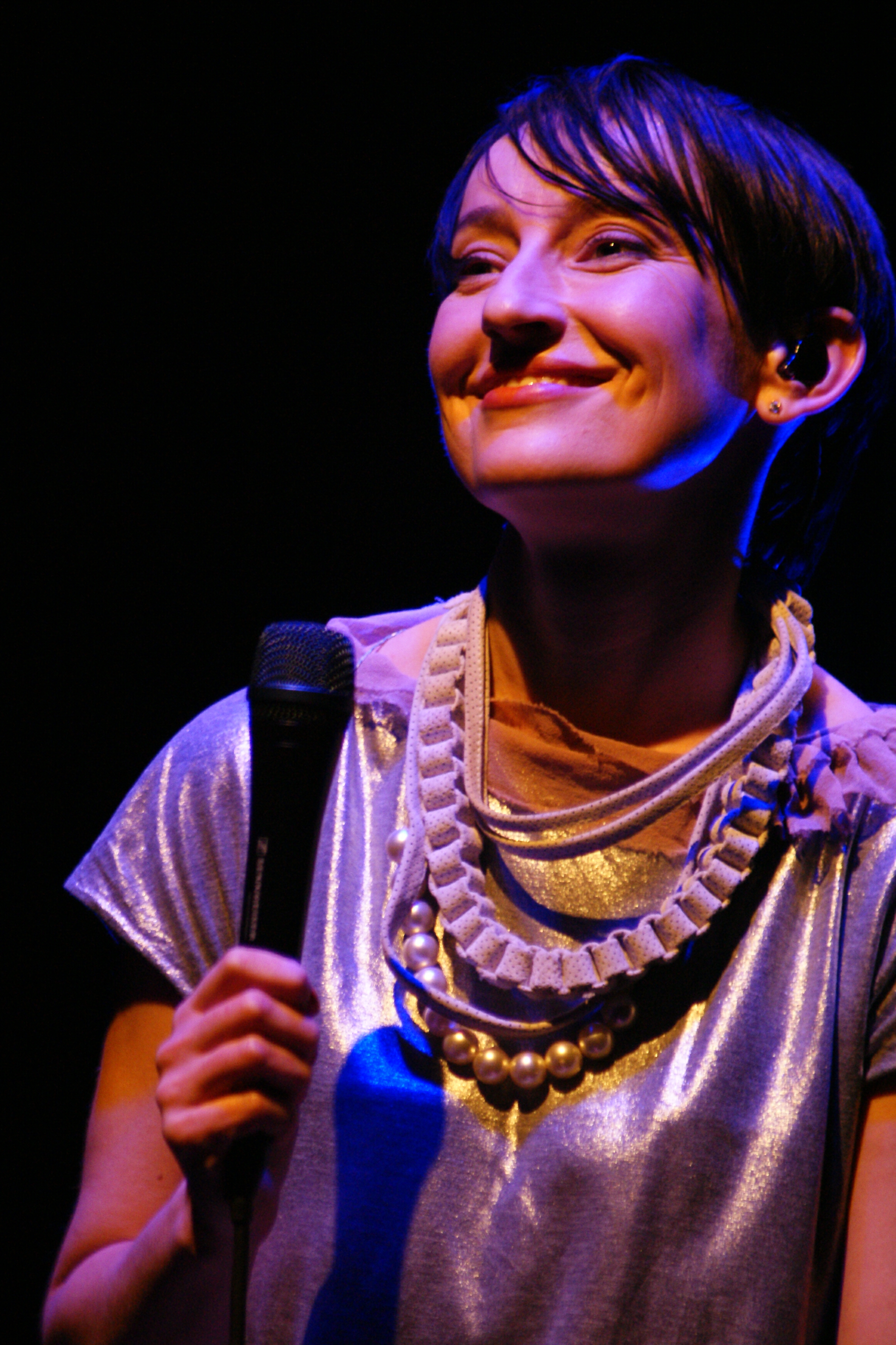
Katarzyna Groniec, laureatka w 2024, ośmiokrotnie nominowana

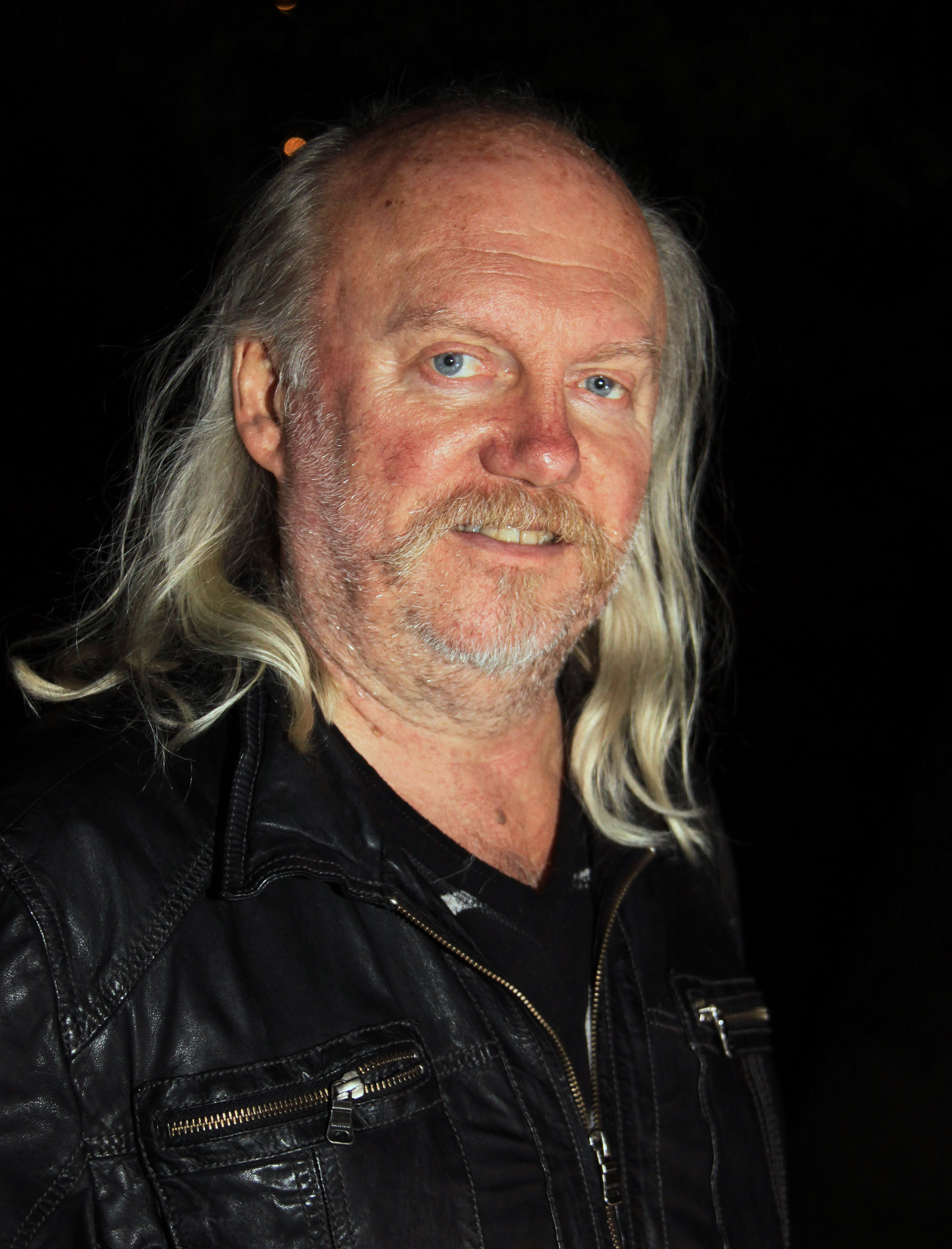
Andrzej Sikorowski, pięciokrotnie nominowany (jako solista i z Pod Budą)

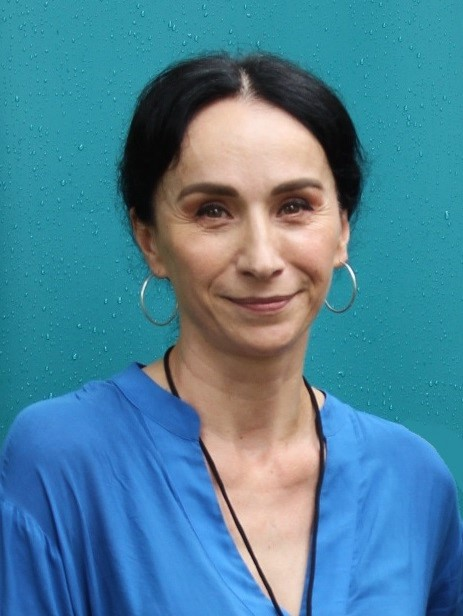
Renata Przemyk, laureatka w 1996, czterokrotnie nominowana

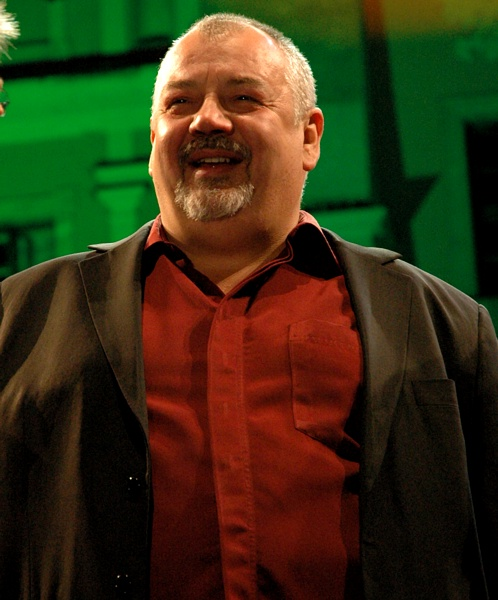
Stanisław Sojka, laureat w 2003, czterokrotnie nominowany

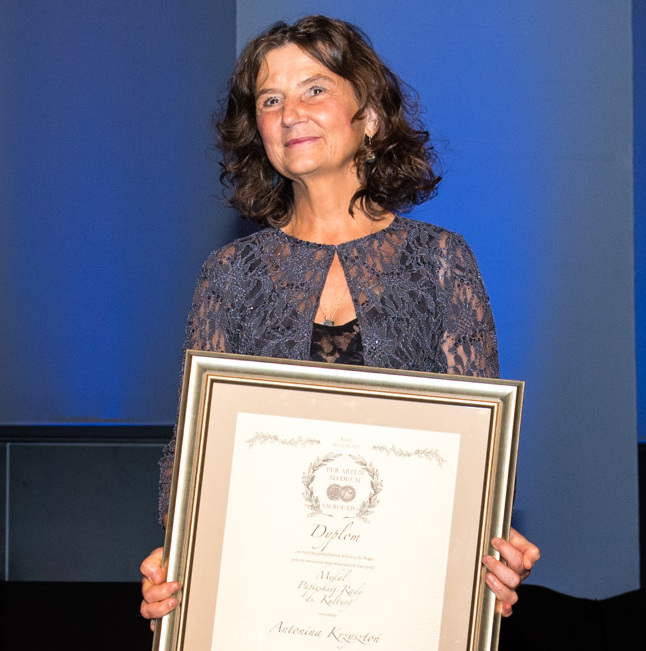
Antonina Krzysztoń, czterokrotnie nominowana

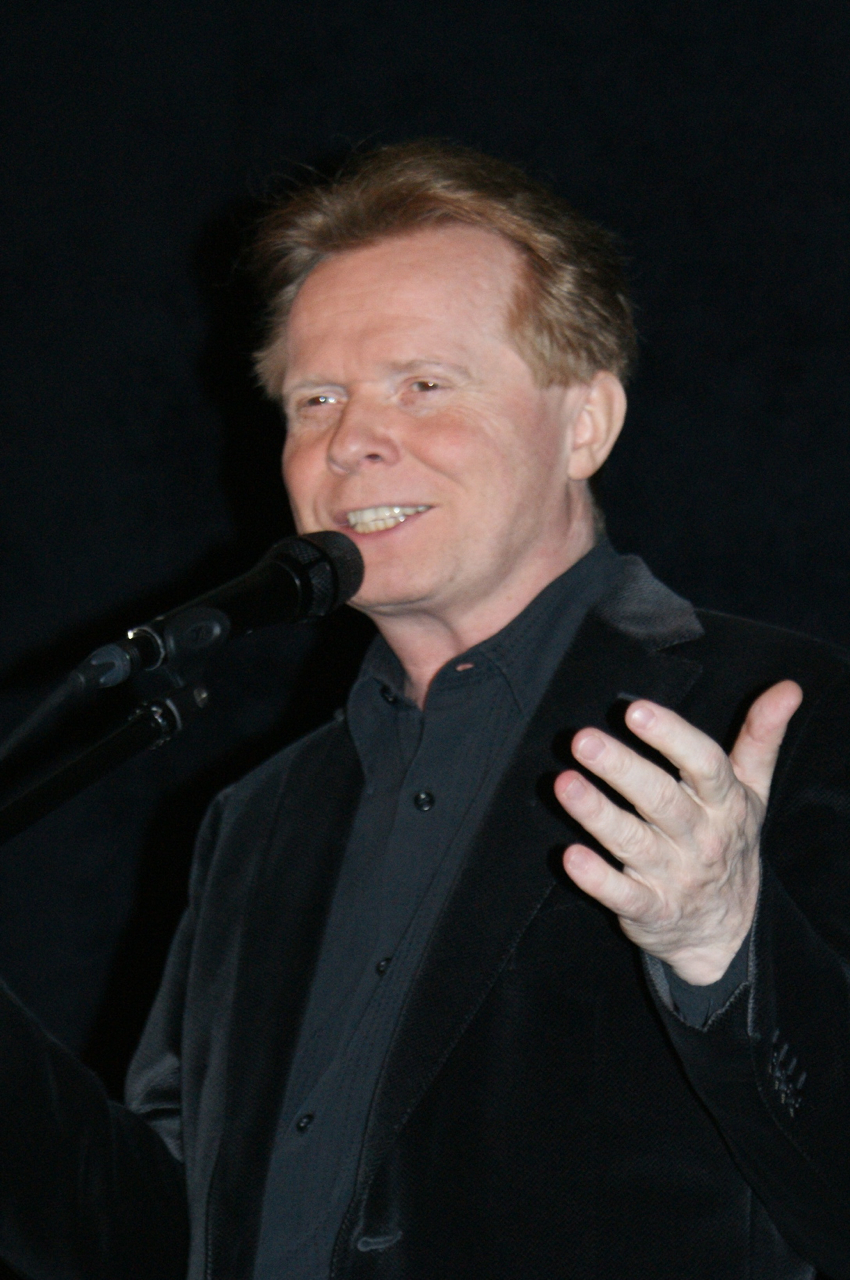
Michał Bajor, czterokrotnie nominowany

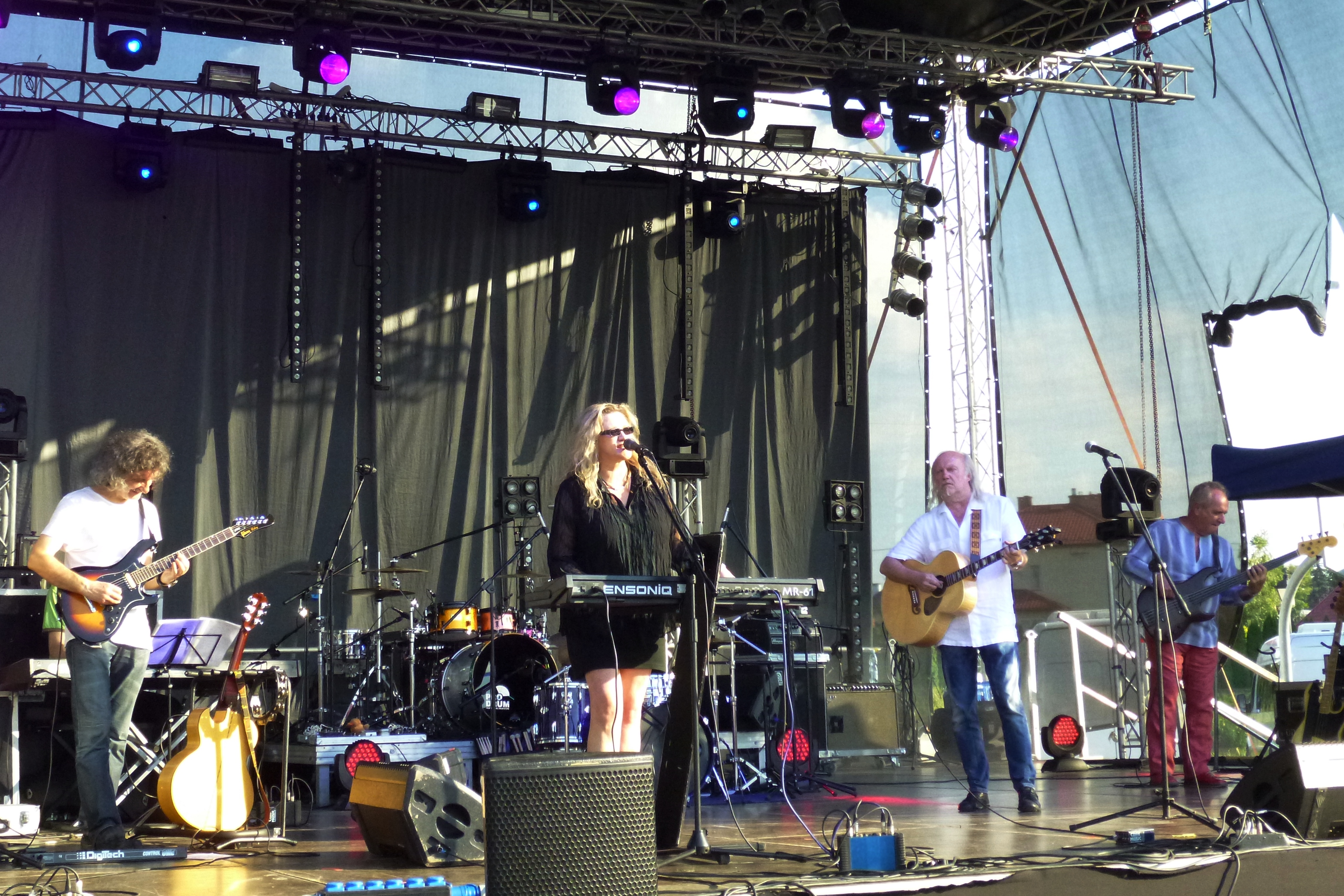
Pod Budą, czterokrotnie nominowani

| 1994 | Turnau w Trójce                   | Grzegorz Turnau                                  | - Cztery – Raz, Dwa, Trzy - Jak kapitalizm to kapitalizm – Pod Budą - Pod światło – Grzegorz Turnau - Tylko kobieta – Renata Przemyk | [ 5 ]  |
| 1995 | To tu, to tam                     | Grzegorz Turnau                                  | - Atlantyda – Elżbieta Adamiak - Czas bez skarg – Antonina Krzysztoń - Powietrze – Robert Janowski - Sonety Shakespeare – Stanisław Sojka | [ 6 ]  |
| 1996 | Andergrant                        | Renata Przemyk                                   | - Cacy Cacy Fleischmaschine – Świetliki - Kiedy przyjdzie dzień – Antonina Krzysztoń - Latawce pogodnych dni – Stare Dobre Małżeństwo - Tokszoł – Pod Budą | [ 7 ]  |
| 1997 | Tutaj jestem                      | Grzegorz Turnau                                  | - Lubomski Conte’m – Mariusz Lubomski - Niebo do wynajęcia – Robert Kasprzycki - Pochwała łotrostwa – Jacek Kaczmarski - Pytania do księżyca – Edyta Geppert | [ 8 ]  |
| 1998 | Pan Maleńczuk                     | Maciej Maleńczuk                                 | - Każda chwila – Antonina Krzysztoń - Księżyc w misce – Grzegorz Turnau - Żal za… – Pod Budą - Źródło – Kuba Sienkiewicz | [ 9 ]  |
| 1999 | Las Maquinas de la Muerte         | Kazik na Żywo                                    | - Dzisiaj z Betleyem – Anna Maria Jopek - Hormon – Renata Przemyk - Zakochany Pan Tadeusz – Michał Żebrowski - Ultima – Grzegorz Turnau | [ 10 ] |
| 2000 | Piosenki Kabaretu Starszych Panów | Kabaret Starszych Panów                          | - Cały świat płonie – Agnieszka Chrzanowska - Kocham jutro – Michał Bajor - Mężczyźni – Katarzyna Groniec - Wołanie – Antonina Krzysztoń | [ 11 ] |
| 2001 | Lubię, kiedy kobieta              | Michał Żebrowski                                 | - Cienie – Jerzy Filar - Honorowi dawcy krwi – Jak Wolność To Wolność - Razem – Pod Budą - Zanim będziesz u brzegu – Hanna Banaszak i Mirosław Czyżykiewicz | [ 12 ] |
| 2002 | Nawet                             | Grzegorz Turnau                                  | - 13 łatwych utworów tanecznych – Andrzej Poniedzielski - Poste restante – Katarzyna Groniec - Twarze w lustrach – Michał Bajor - Wierzę piosence – Edyta Geppert | [ 13 ] |
| 2003 | Tryptyk Rzymski                   | Stanisław Soyka                                  | - Ballady polskie – Tadeusz Woźniak - Consensus – Jan Kanty Pawluśkiewicz - Powrót brata – Kuba Sienkiewicz - Zamknięty rozdział – Wojciech Młynarski | [ 14 ] |
| 2004 | Cafe Sułtan                       | Grzegorz Turnau                                  | - Emigrantka – Katarzyna Groniec - Niezwykłe miejsca – Marek Grechuta - Serwus Madonna – Janusz Radek - Za kulisami – Michał Bajor | [ 15 ] |
| 2005 | 11:11                             | Grzegorz Turnau                                  | - Allez! – Mirosław Czyżykiewicz - Kraków-Saloniki – Maja Sikorowska i Andrzej Sikorowski - Tu Es Petrus – Zbigniew Książek (autor), Piotr Rubik (kompozytor i dyrygent), Olga Szomańska, Joanna Słowińska, Dorota Marczyk, Przemysław Branny, Janusz Radek, Maciej Miecznikowski, Orkiestra Symfoniczna Filharmonii Świętokrzyskiej w Kielcach, Chór Fermata i Chór Instytutu Edukacji Muzycznej Akademii Świętokrzyskiej w Kielcach (wykonawcy) - Tylko dla kobiet – Agnieszka Chrzanowska | [ 16 ] |
| 2006 | Historia pewnej podróży           | Grzegorz Turnau                                  | - Cantigas de Santa Maria – Maciej Maleńczuk i Consort - Herbaciane nonsensy – Ewa Bem, Anna Czuba, Andrzej Dąbrowski, Seweryn Krajewski, Grażyna Łobaszewska, Monika Dryl, Anna Serafińska, Grzegorz Turnau i Włodzimierz Nahorny - Psałterz wrześniowy – Piotr Rubik, Zbigniew Książek, Joanna Słowińska, Dorota Jarema, Małgorzata Markiewicz, Janusz Radek, Przemysław Branny, Maciej Miecznikowski, Igor Michalski, Chór Instytutu Edukacji Muzycznej Akademii Świętokrzyskiej, Chór Kameralny Fermata i Orkiestra Symfoniczna Filharmonii Świętokrzyskiej - Słonecznik – Wolna Grupa Bukowina | [ 17 ] |
| 2008 | Umiera piękno                     | Aga Zaryan                                       | - Autor – Strachy na Lachy - Inna bajka – Michał Bajor - Przechowalnia 3 – Artur Andrus, Andrzej Poniedzielski i goście - Przypadki – Katarzyna Groniec | [ 18 ] |
| 2009 | Osiecka                           | Nosowska                                         | - Na żywo – Katarzyna Groniec - Kumple to grunt – Zespół Reprezentacyjny - Obrazy i obrazki – Koncert na Zamku w Olsztynie – Czerwony Tulipan - Pocztówki z Macondo – Grzegorz Bukała, Nie-za-duża Orkiestra Marcina Partyki i kwartet smyczkowy The Strings | [ 19 ] |
| 2010 | Hard Land of Wonder               | Anita Lipnicka                                   | - Do zobaczenia – Grzegorz Turnau - Iluzjon cz. I – Reni Jusis - Odjazd – Renata Przemyk - Studio Wąchock – Stanisław Soyka Sextet+ | [ 20 ] |
| 2011 | Fabryka klamek                    | Grzegorz Turnau                                  | - …Tylko brać. Osiecka znana i nieznana – Stanisław Sojka - 20 lat – Raz, Dwa, Trzy - Rebeka nie zejdzie dziś na kolację – Młynarski Plays Młynarski - Skądokąd – Raz, Dwa, Trzy | [ 21 ] |
| 2012 | Księga olśnień                    | Aga Zaryan                                       | - Czesław Śpiewa Miłosza – Czesław Śpiewa - Och! Turnau Och-Teatr 18 V 2011 – Grzegorz Turnau - Pin-up Princess – Katarzyna Groniec - Radiowa Kabaret Starszych Panów Vol. 1 – Kabaret Starszych Panów | [ 22 ] |
| 2019 | Malinowa…                         | Stanisława Celińska - produkcja: Maciej Muraszko | - Ach! – Katarzyna Groniec - produkcja: Marcin Bors - Semi Electric – Krzysztof Napiórkowski - produkcja: Krzysztof Napiórkowski i Bartłomiej Magdoń - Sokratesa 18 – Artur Andrus - produkcja: Łukasz Borowiecki - Stabat Mater Dolorosa – Siksa - produkcja: Konstanty Usenko | [ 23 ] |
| 2020 | Mikromusic z Dolnej Półki         | Mikromusic                                       | - Janerka na basy i głosy – Małgorzata Tekiel, Piotr Pawłowski, Lech Janerka, Marcin Świetlicki, Nika, Pablopavo, Jarosław Szubrycht, Wojciech Waglewski i Nosowska - Mój ulubiony Młynarski – Piotr Machalica - Osiecka de luxe – Maja Kleszcz - Piękny instalator – Marek Dyjak | [ 24 ] |
| 2021 | Astronomia poety. Baczyński       | Mela Koteluk i Kwadrofonik                       | - Anawa 2020 – Voo Voo - Chrust – Igor Herbut - Herbert 3.0 – różni wykonawcy - Zemsta na wroga – Siksa | [ 25 ] |
| 2022 | Kora                              | Ralph Kaminski                                   | - Dziki książę – Variété - Jestem Marysia i chyba się zabiję dzisiaj – Mery Spolsky - Ocali nas miłość – Ørganek - Osiecky – De Mono | [ 26 ] |
| 2023 | sanah śpiewa Poezyje              | sanah                                            | - Piosenki Korcza i Andrusa – Alicja Majewska - Sara – Aga Zaryan - Wolne serca – Kwiat Jabłoni - Zaczynam się od miłości – Natalia Przybysz | [ 27 ] |
| 2024 | Konstelacje                       | Katarzyna Groniec                                | - Moje serce w Warszawie – Sorry Boys - Pomiędzy – Fismoll - Początek – Miuosh - Some Old Songs – Tomasz Ziętek | [ 28 ] |

## Statystyki
| Liczba | Osoba/zespół    | Lata                                           |
| ------ | --------------- | ---------------------------------------------- |
| 8      | Grzegorz Turnau | 1994, 1995, 1997, 2002, 2004, 2005, 2006, 2011 |
| 2      | Aga Zaryan      | 2008, 2012                                     |

| Liczba | Osoba/zespół       | Lata                                                                             |
| ------ | ------------------ | -------------------------------------------------------------------------------- |
| 14     | Grzegorz Turnau    | 1994 (×2), 1995, 1997, 1998, 1999, 2002, 2004, 2005, 2006 (×2), 2010, 2011, 2012 |
| 8      | Katarzyna Groniec  | 2000, 2002, 2004, 2008, 2009, 2012, 2019, 2024                                   |
| 5      | Andrzej Sikorowski | 1994, 1996, 1998, 2001, 2005                                                     |
| 4      | Antonina Krzysztoń | 1995, 1996, 1998, 2000                                                           |
| 4      | Michał Bajor       | 2000, 2002, 2004, 2008                                                           |
| 4      | Pod Budą           | 1994, 1996, 1998, 2001                                                           |
| 4      | Renata Przemyk     | 1994, 1996, 1999, 2010                                                           |
| 4      | Stanisław Sojka    | 1995, 2003, 2010, 2011                                                           |
| 3      | Aga Zaryan         | 2008, 2012, 2023                                                                 |
| 3      | Janusz Radek       | 2004, 2005, 2006                                                                 |
| 3      | Raz, Dwa, Trzy     | 1994, 2011 (×2)                                                                  |